# Ломита (Калифорния)
Ломита (англ. Lomita) — город в округе Лос-Анджелес в штате Калифорния в Соединённых Штатах Америки.
Согласно данным переписи населения США 2020 года число жителей города 
составляло 20 921 человек, что, для такого небольшого населённого пункта, существенно больше (+ 3.3%), чем было во время предыдущей переписи проводившейся в 2010 году (20 256 человек).

## История
В доколумбову эпоху в этих местах проживали коренные американцы из народа тонгва.

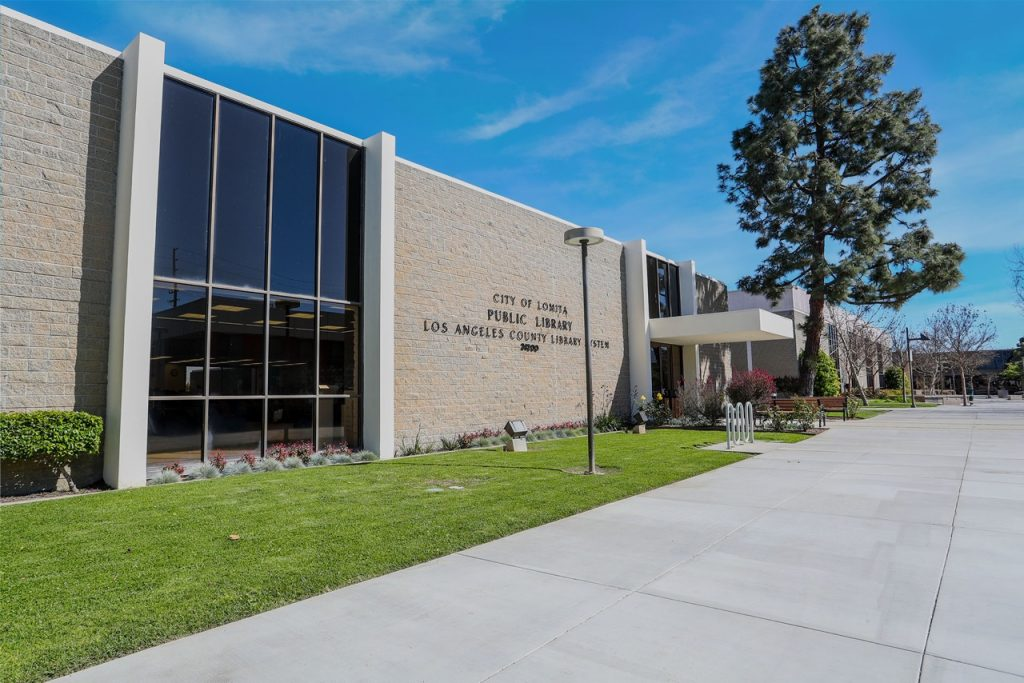
Библиотека Ломиты

Испанская империя расширила свои владения здесь, когда вице-король Новой Испании поручил Хуану Родригесу Кабрильо исследовать Тихий океан в 1542–1543 годах. В 1767 году эта территория стала частью провинции Калифорниас (исп. Provincia de las Californias). В буквальном переводе с испанского языка Lomita обозначает «Маленький холм».
Ломита была включена в реестр штата в качестве города 30 июня 1964 года, чтобы предотвратить дальнейшую аннексию земель соседними городами и в попытке ограничить развитие высотных многоквартирных домов.
В октябре 1981 года город Ломита стал побратимом японского города Такаиси на острове Хонсю в префектуре Осака региона Кинки.

## География
Согласно данным Бюро переписи населения США, общая площадь города составляет 1,9 квадратных мили (4,9 км2), вся эта площадь приходится на сушу.
Первоначально некорпоративное сообщество Ломита занимало площадь 7 квадратных миль (18 км2), однако со временем большая часть этой территории была присоединена к соседним населённым пунктам. Ярким примером являются «Поля Ломиты» (англ. Lomita Fields), которые теперь являются муниципальным аэропортом города Торранса Замперини-Филд.

## Климат
Согласно системе классификации климата Кёппена, в городе Ломита полузасушливый климат, на климатических картах сокращённо обозначаемый аббревиатурой «BSk».